# Anna Hyatt Huntington
Anna Vaughn Hyatt Huntington (Cambridge, Massachusetts, 10 de març de 1876 – Redding, Connecticut, 4 d'octubre de 1973) va ser una escultora estatunidenca, especialitzada en l'escultura d’animals, i també mecenes de les arts.

## Primers anys
Va néixer a Cambridge, Massachusetts. El seu pare, Alpheus Hyatt, era professor de paleontologia i zoologia a la Universitat Harvard i al MIT, la qual cosa devia influir en el seu interès pel món animal. Anna Hyatt es va iniciar en l'escultura estudiant amb Henry Hudson Kitson a Boston. Més tard va estudiar amb Hermon Atkins MacNeil i Gutzon Borglum a l'Art Students League of New York, a més de continuar els seus estudis sobre el món animal en zoos i circs.

## Carrera professional
El 1900 va fer la primera exposició a Boston, en què mostrava unes 40 escultures de figures d’animals, entre les quals ja hi abundaven els cavalls. Va exposar la primera de les seves escultures eqüestres de Joana d'Arc al Saló de París de 1910, amb la qual obtingué el primer premi, que li fou retirat tot seguit quan els jutges van considerar que l'obra era massa bona per haver estat creada per una dona. Diferents versions d'aquesta escultura s'instal·laren després en ciutats com San Francisco, Gloucester o Quebec, la primera de les quals a Nova York.

## Activitat filantròpica
Huntington i el seu marit, Archer Milton Huntington, van fundar Brookgreen Gardens prop de Myrtle Beach, a Carolina del Sud, que obriria al públic el 1931 com el primer jardí d’escultura pública dels Estats Units, contenint unes 1.445 obres de Huntington i altres escultors.
Va ser membre de la National Academy of Design i de la National Sculpture Society (NSS) i la donació de 100.000 dòlars que va realitzar junt al seu marit va fer possible l'exposició celebrada per aquesta associació el 1929. Ella havia passat en moltes ocasions per Espanya i era una apassionada de la cultura i història hispàniques. El seu marit era president i fundador de la Societat Hispànica d'Amèrica i, juntament amb una estàtua del Cid, donada a través d'aquesta societat, el matrimoni va donar dos quadres de Juan de Valdés Leal a la ciutat de Sevilla, per la qual cosa tant ella com el seu marit foren declarats fills adoptius de la ciutat.

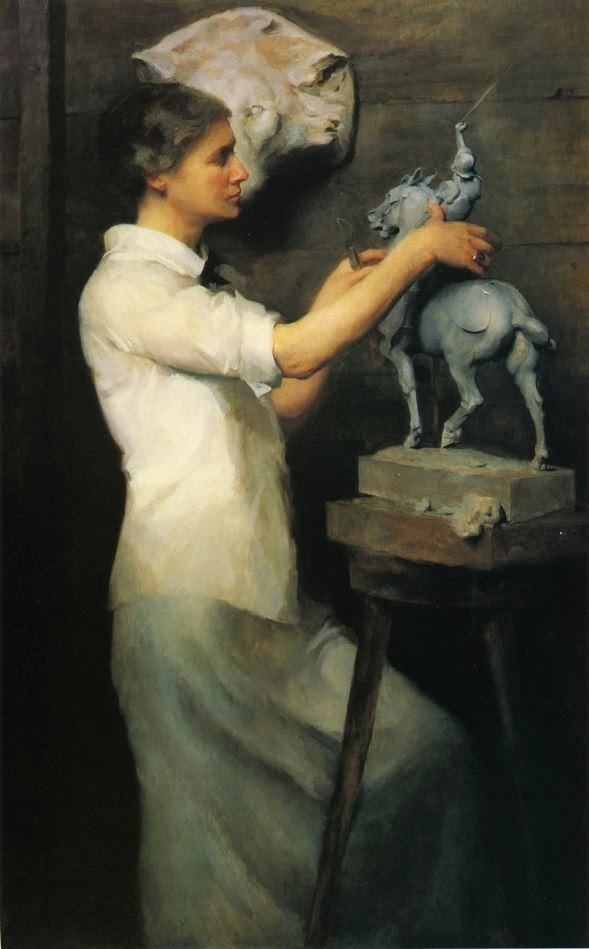
Anna Vaughan Hyatt, pintada per Marion Boyd Allen (1915)

## Monuments públics eqüestres
- Joana d'Arc (1915), a l'encreuament de Riverside Drive i 93rd Street a Manhattan (Ciutat de Nova York), Gloucester (Massachusetts) i Blois, (França).
- El Cid (1927), a la Societat Hispànica d'Amèrica a Nova York, al museu d'art de la Legió d'Honor de San Francisco (Califòrnia), a Washington DC, al Balboa Park de San Diego (Califòrnia), a Buenos Aires, i a Sevilla.[8] D'esta última, l'escultor Juan de Ávalos va realitzar una còpia que es troba a la ciutat de València.
- José Martí (1950), al Central Park de Nova York.
- Els portadors de la torxa (1954, en alumini), monument situat a la plaça de Ramón y Cajal a la Ciutat Universitària de Madrid, enfront de la Facultat de Medicina de la Universitat Complutense.
- Els portadors de la torxa (bronze). Donada a la República de Cuba el 1956. Situada en la confluència de l'Avinguda 20 de maig i la Calçada de Ayestarán, a l'Havana.
- Els portadors de la torxa (bronze). Donada per l'autora a la ciutat de València el 1964. Situada a l'Avinguda Blasco Ibáñez.

## Galeria

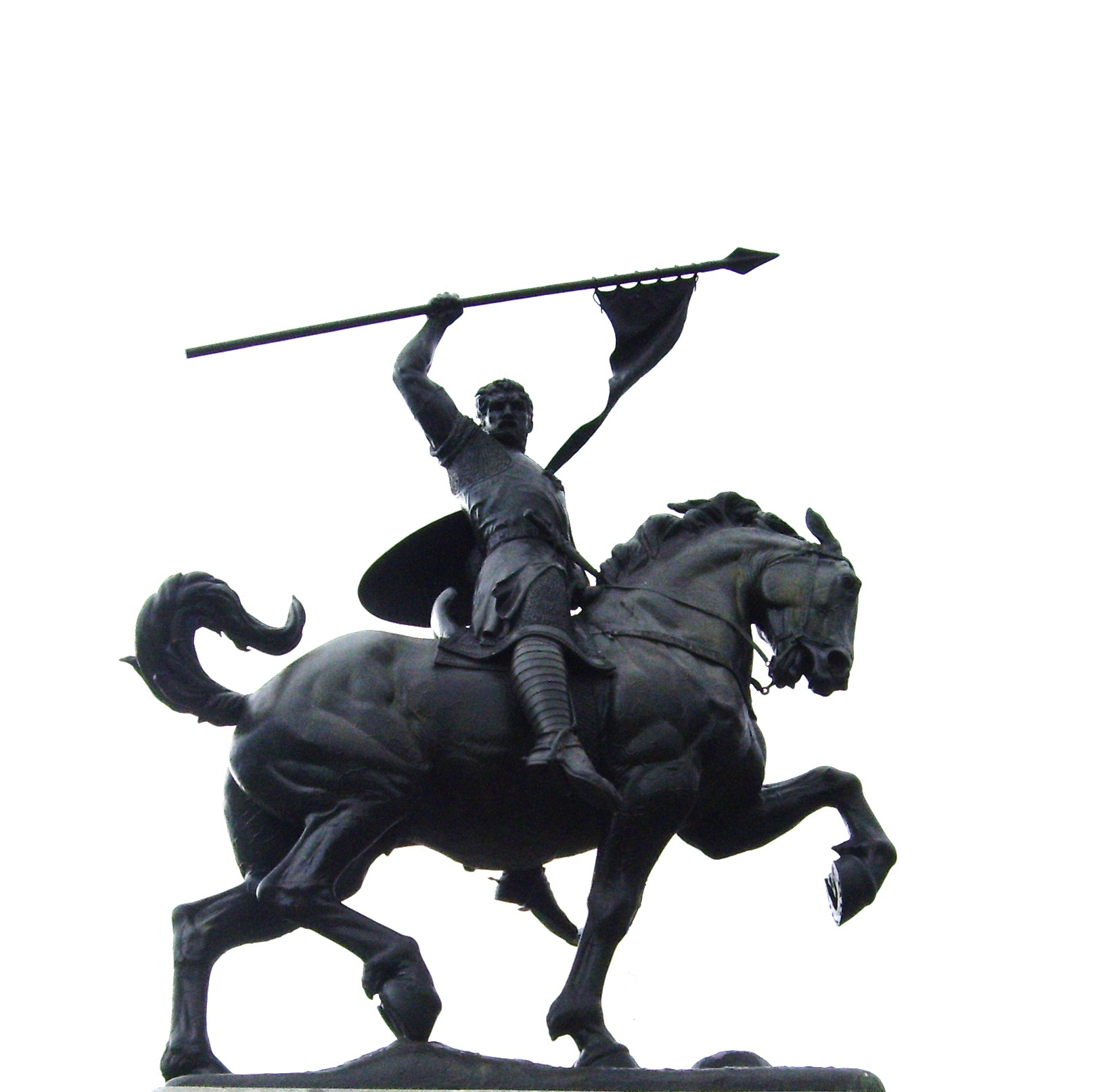
Estàtua del Cid per a Sevilla realitzada el 1927. D'aquesta estàtua es troben rèpliques a diverses ciutats dels Estats Units, a Buenos Aires i a València.
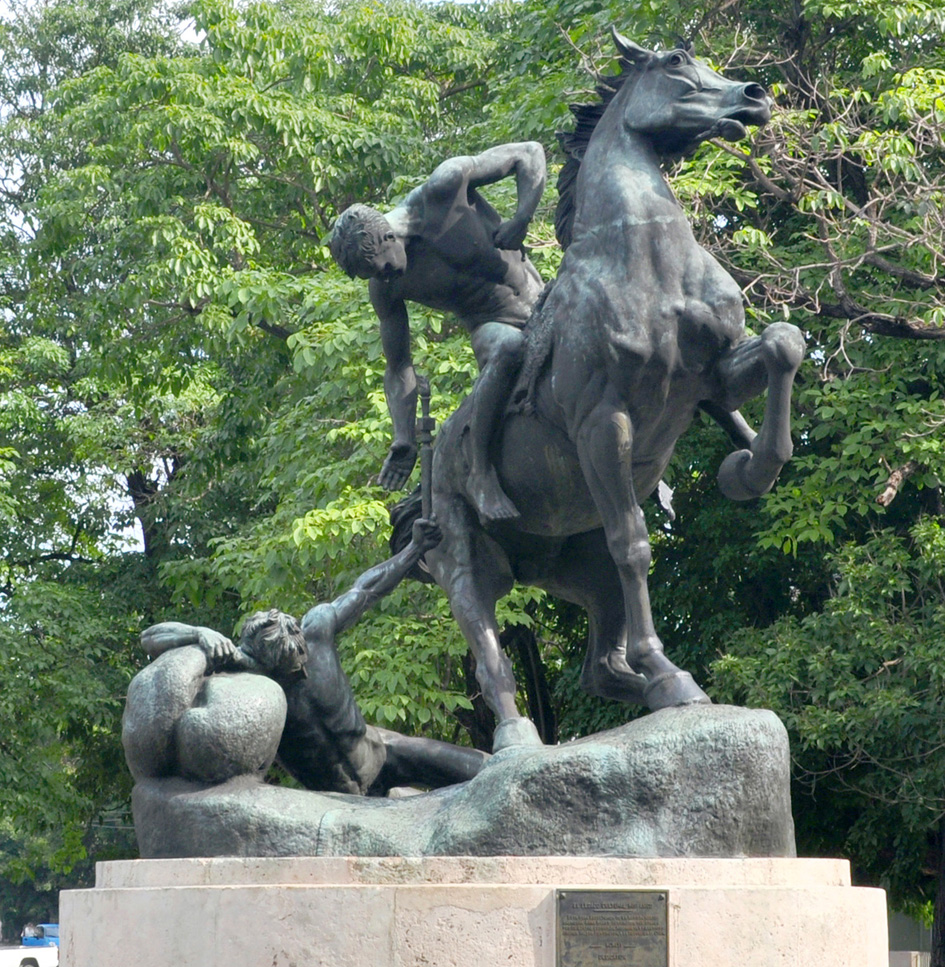
Els portadors de la torxa (vista lateral).
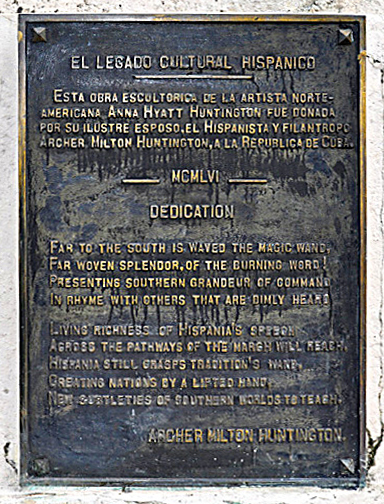
Placa a la base del monument Els portadors de la torxa a l'Havana.
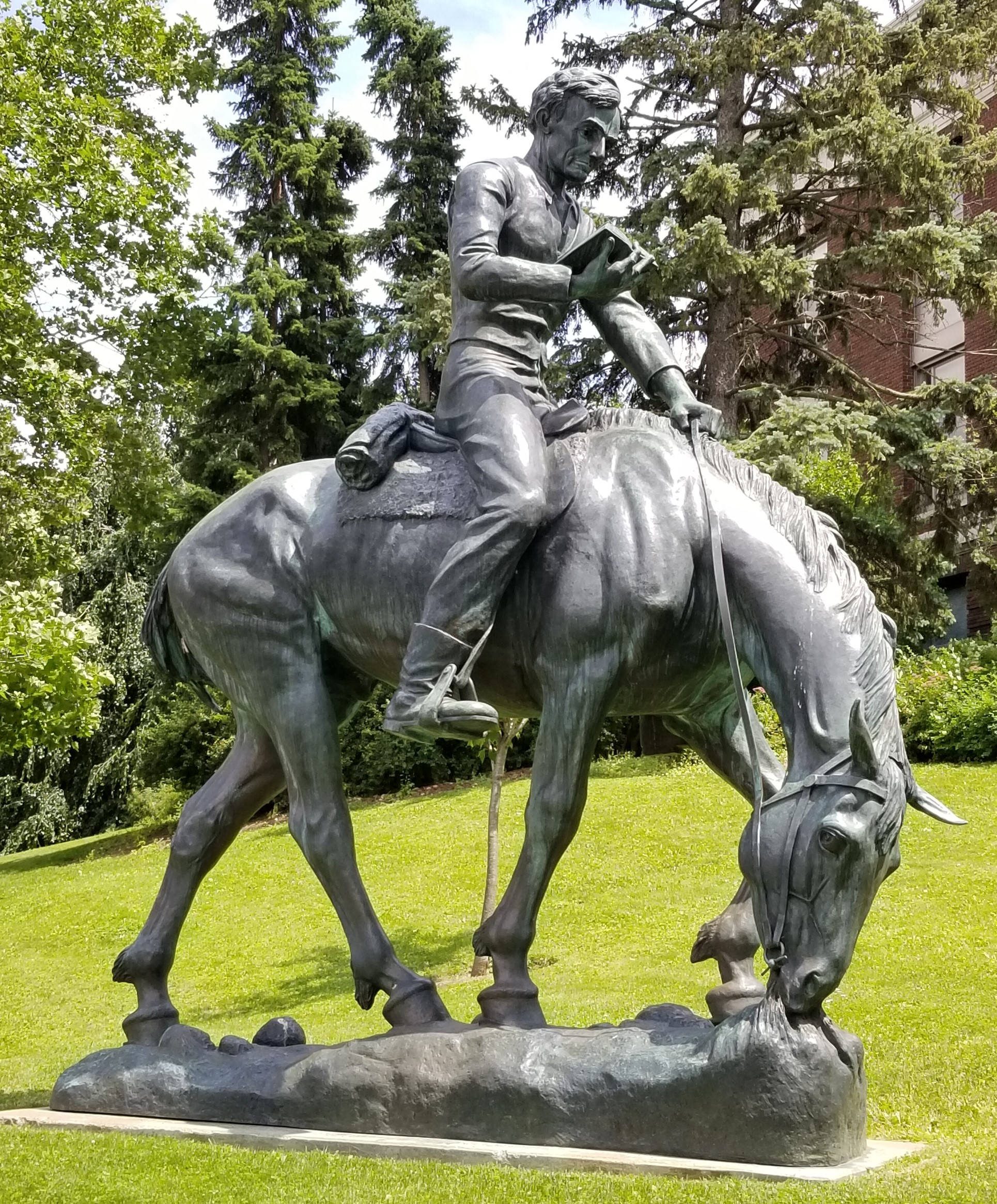
On the Circuit, representant un jove Abraham Lincoln a cavall
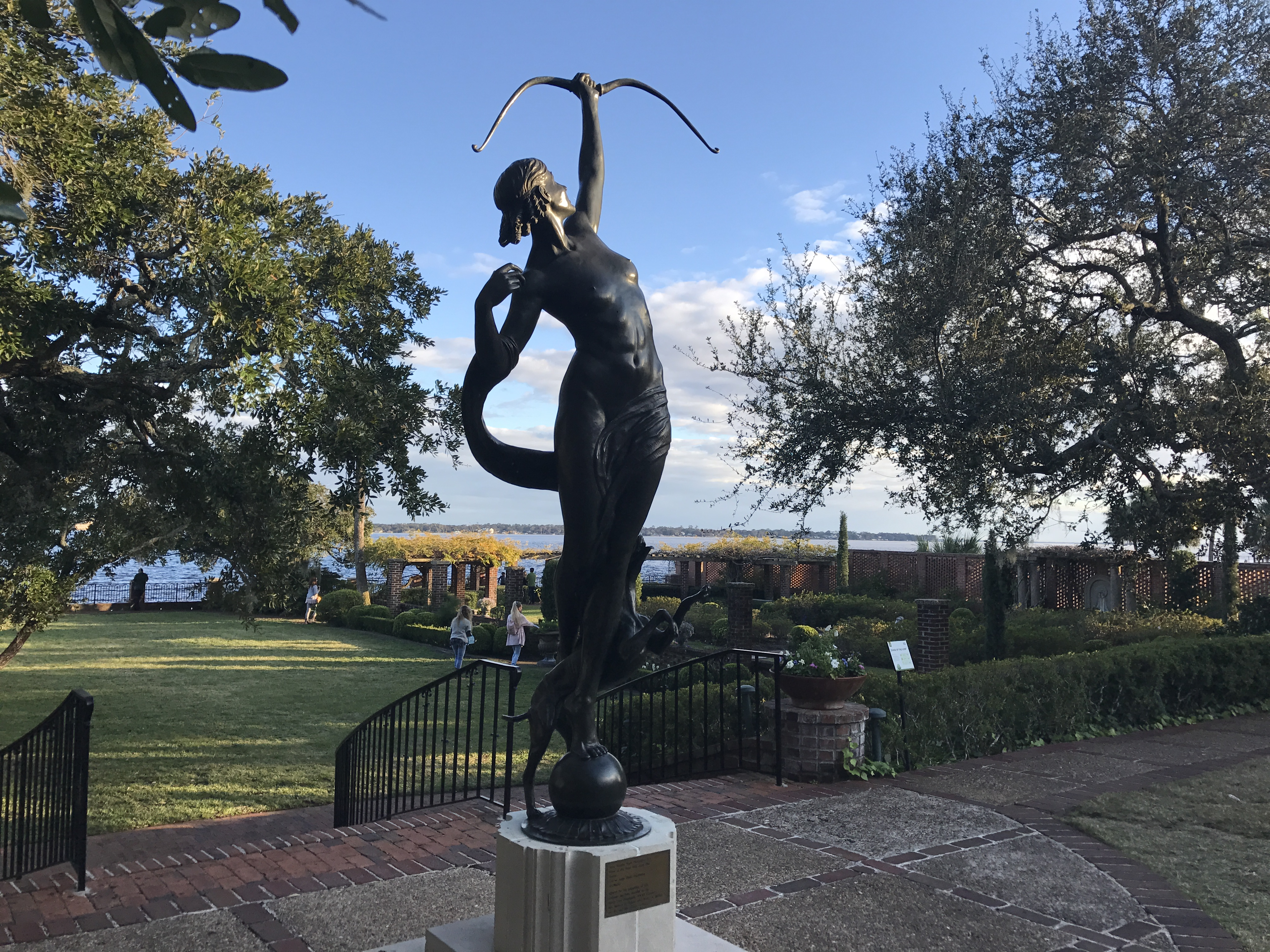
Diana of the Hunt